# Global Service
Global Service es un álbum/mixtape lanzado por el artista puertorriqueño J Álvarez en colaboración con su sello discográfico On Top On The World Music, y sus artistas: Carlitos Rossy, Pancho & Castel.
El álbum cuenta con la producción mayoritaria de Mikeytone & JX.
Además cuenta las participaciones de Ñengo Flow, Pinto, Mackie, Lui-G 21 Plus, Yomo, Pusho, J Quiles, Eliot "El Mago de Oz", Benyo ''El Multi'', & Franco "El Gorilla"

## Lista de canciones
| N.º | Título                   | Artista                    | Invitado                    | Productor                          | Duración |
| --- | ------------------------ | -------------------------- | --------------------------- | ---------------------------------- | -------- |
| 1   | La fama que camina       | J Álvarez                  |                             | Klasico, Mikey Tone & JX           | 03:59    |
| 2   | Si se entera             | Carlitos Rossy & J Álvarez | Ñengo Flow                  | Mikey Tone & JX                    | 03:50    |
| 3   | Tu maldición             | Carlitos Rossy & J Álvarez |                             | Mikey Tone & JX                    | 03:27    |
| 4   | Claramente               | Carlitos Rossy & J Álvarez | Pinto                       | Mikey Tone & JX                    | 03:40    |
| 5   | Pienso en ella           | Carlitos Rossy & J Álvarez |                             | Mikey Tone & JX                    | 03:34    |
| 6   | Quédate tranquila        | Carlitos Rossy             |                             | Mikey Tone & JX                    | 03:46    |
| 7   | Quiero experimentar      | J Álvarez                  |                             | DJ Urba & Rome, Mikey Tone & JX    | 03:02    |
| 8   | Cómo sudas               | Carlitos Rossy & J Álvarez | Mackieaveliko               | Mikey Tone & JX                    | 03:41    |
| 9   | Estoy listo              | Carlitos Rossy             | Pusho                       | Mikey Tone & JX                    | 03:38    |
| 10  | Ponte fresca             | J Álvarez                  | Luigi 21 Plus               | Gaby Metálico, Mikey Tone & JX     | 03:14    |
| 11  | Dos extraños             | Carlitos Rossy & J Álvarez | Yomo                        | NeoNazza, Mikey Tone & JX          | 04:11    |
| 12  | Como soy                 | J Álvarez                  | Pusho                       | Yai & Toly                         | 03:57    |
| 13  | Los dueños de la avenida | Pancho & Castel            |                             | Mikey Tone & JX                    | 04:40    |
| 14  | Por qué te demoras       | Carlitos Rossy & J Álvarez | Justin Quiles               | Mikey Tone & JX                    | 03:30    |
| 15  | Yo quiero una mami       | Carlitos Rossy             | Eliot El Mago de Oz & Benyo | Alexander DJ & Eliot El Mago de Oz | 04:01    |
| 16  | Algo mágico              | Carlitos Rossy             | Franco El Gorila            | Mikey Tone & JX                    | 03:41    |
| 17  | Cómodo legal             | J Álvarez                  |                             | Electrik & DJ Luian                | 03:00    |

## Remezclas
| N.º | Título                           | Artista         | Invitado(s)                                    | Productor                                 | Duración |
| --- | -------------------------------- | --------------- | ---------------------------------------------- | ----------------------------------------- | -------- |
| 1   | Los dueños de la avenida (Remix) | Pancho & Castel | Maximus Wel & Cirilo                           | Mikey Tone & JX                           | 05:27    |
| 2   | Quiero experimentar (Remix)      | J Álvarez       | Luigi 21 Plus, Dálmata, Darkiel, Pusho & Ozuna | DJ Urba & Rome, Mikey Tone & JX           | 04:41    |
| 3   | Quédate tranquila (Remix)        | Carlitos Rossy  | Baby Rasta & Gringo                            | Mikey Tone & JX, Santana "The Golden Boy" | 03:51    |